# ديريك كلارك (لاعب كرة قدم أمريكية)
ديريك كلارك (بالإنجليزية: Derrick Clark)‏ هو لاعب كرة قدم أمريكية أمريكي، ولد في 4 مايو 1971 في أبوبكا في الولايات المتحدة.

## وصلات خارجية
- ديريك كلارك على موقع مرجع كرة القدم المحترفة.كوم (الإنجليزية)